# Air Naval Gunfire Liaison Company
Air Naval Gunfire Liaison Company (ANGLICO, « Compagnie d'appui feu aérien ») est une unité d'appui feu et de liaison aéroportée du Corps des Marines des États-Unis. La mission d'ANGLICO est de «fournir aux commandants de la Force opérationnelle air-sol des marines (MAGTF) une capacité de liaison pour planifier, coordonner et effectuer le contrôle terminal des tirs d'appui au profit des forces interarmées, alliées et de coalition». Selon cet énoncé de mission, les ANGLICO ne sont pas conçus pour appuyer les éléments de manœuvre du US Marine Corps. Au lieu de cela, le but doctrinal d'ANGLICO est de fournir un appui-feu et une coordination à l'appui  par les Marines et pour les unités adjacentes au MAGTF. 

## Aperçu
La mission d'ANGLICO est de planifier, coordonner et effectuer le contrôle terminal des tirs d'appui des forces interarmées, alliées et de coalition opérant dans l'espace de combat du MAGTF ou à proximité de celui-ci. Bien que les Marines ANGLICO soient mieux connus pour leur capacité à contrôler l'appui aérien rapproché (CAS), ils sont tout aussi bien formés pour guider les feux terrestres et maritimes, y compris l'artillerie  avec canons, missiles, ou munitions à guidage de précision (comme le MLRS), et le soutien de l'Artillerie navale.

## Organisation de l'ANGLICO
Parce que les ANGLICO sont conçus pour soutenir des forces non USMC, ils sont divisés en éléments appropriés pour chaque niveau de la structure d'une force étrangère. 

### État-major (niveau division)
La cellule de niveau division sert de liaison principale entre le MAGTF de l'USMC et le quartier général de la division soutenue. Cette équipe est dirigée par le commandant de l'ANGLICO (un lieutenant-colonel d'arme de mêlée), le chef des opérations (un aviateur de l'US Navy) et environ 15 Marines et marins de l'unité. Leur équipement est orienté vers la planification et la communication depuis un état-major. Mais ce n'est en aucun cas un «travail de bureau». Lors de récents déploiements en Afghanistan, le personnel de la compagnie s'est engagé à plusieurs reprises dans des combats directs avec l'ennemi tout en visitant des équipes plus petites. Des équipes ad hoc de contrôle de la puissance de feu dirigées par les JTAC et les FAC de l'état-major ont également appuyer des opérations de haute importance. 

### Peloton (niveau brigade)
Souvent appelée «peloton de brigade», cette unité soutient une brigade de forces amies et, à ce titre, est dirigée par un major (officier d'artillerie) et un sergent d'artillerie expérimenté. Le personnel est complété par un officier de l'air (un aviateur naval, généralement un capitaine de l'USMC) et un officier de liaison des tirs de marine (NGLO). Comme pour l'élément d'état-major, cette unité est orientée vers les opérations de poste de commandement et le combat tactique. Les pelons de brigade des Marines forment fréquemment des FCT ad hoc pour l'appui d'opérations spécifiques et servent de remplacements / renforts au combat pour les SALT et les FCT (cf. infra). En raison de leur petite taille et de la fréquence à laquelle ils s'entraînent ensemble avant les déploiements, les pelotons de brigade développent des identités distinctes et des relations étroites. Il y a deux sections de brigade dans chaque ANGLICO actif et trois sections de brigade dans chaque composante de réserve ANGLICO. 

### Équipe de liaison de soutien (niveau bataillon)
L'équipe de support aux armes de mêlée (ou Support Arms Liaison Team - SALT) est conçue pour fournir une capacité complète de coordination de l'appui-feu pour un bataillon. Un SALT se compose de 18 Marines et marins: un quartier général SALT de huit hommes et deux FCT de cinq hommes. Le commandant du SALT est un aviateur de la marine contrôleur aérien avancé (FAC). Ces aviateurs de la marine sont généralement des capitaines moyens à supérieurs qui ont effectué plusieurs déploiements. Le chef SALT est un sergent major. Bien que leurs missions principales soient de fournir une coordination de l'appui-feu au bataillon soutenu, la suite de communications, les capacités de planification et l'expérience du SALT leur permettent de participer aux opérations du COC et de s'impliquer fortement dans les opérations sans feu du bataillon soutenu. Chaque peloton de brigade actif et de réserve contient deux SALT. 

### Équipe de contrôle du feu (niveau compagnie)
L'équipe de contrôle de la puissance de feu (Firepower Control Teamsou FCT - prononcé "Fict") est l'unité de base des opérations ANGLICO. Selon le tableau de l'organisation et de l'équipement (TO&E), il y a deux FCT par SALT. Dans la pratique, cependant, des FCT supplémentaires sont souvent créés en fonction de la disponibilité de contrôleurs aériens, chaque FCT étant dirigé par un JTAC. Parce que les FCT sont fréquemment créés sur une base ad hoc par le reste de la compagnie, chaque observateur et opérateur radio d'ANGLICO est formé et préparé à servir dans un FCT. Il existe également un précédent historique pour les Marines de soutien très motivés (logisticiens, mécaniciens de véhicules, etc.) au sein d'ANGLICO pour être formés et employés sur un FCT. 
Les FCT sont dirigés par des jeunes capitaines, et parfois des lieutenants de vaisseau, qui ont les qualifications JTAC. Alors que le TO&E permettent à des personnels de toutes armes d'être chefs FCT, la grande majorité des chefs d'équipe sont des officiers d'artillerie. Le chef d'équipe est un sergent, et est généralement qualifié comme Joint Fires Observer (JFO). Des chefs d'équipe plus expérimentés participent régulièrement aux formations de TACP (Tactical Air Control Party) pour obtenir la certification de JTAC (Joint Terminal Attack Controller). Les membres de l'équipe comprennent un opérateur radio senior (caporal ou sergent, et souvent un JFO), et deux militaires du rang. Même cette petite équipe peut être encore divisée en fonction de l'organisation des tâches, en particulier parmi les détachements de la MEU. Les FCT fonctionnent souvent en deux équipes de 2 à 3 Marines chacune, et il n'est pas rare que les Marines d'ANGLICO opèrent individuellement lorsqu'ils soutiennent les raids des Forces d'opérations spéciales (SOF) ou les opérations MEU telles que les "visite, assaut, recherche et saisie" (VBSS) . 
Les FCT participent aux opérations de combat au sol aux côtés de leur unité appuyée, demandant et contrôlant des ressources d'appui aérien et de tir au nom de l'unité. Cela implique une intégration fine avec des unités de manœuvre amies (telles que des patrouilles et des raids) et des opérations défensives. En raison de l'expérience et de la formation de l'équipe, les FCT conseillent fréquemment les commandants de compagnie appuyés sur un large éventail de et de tirs et de questions liées à l'aviation. Dans le rôle de liaison, les commandants du MAGTF utilisent les équipes ANGLICO pour mieux comprendre leurs unités partenaires. De même, l'unité appuyée acquiert une meilleure compréhension des opérations du MAGTF adjacent. 

## Environnement de champ de bataille
ANGLICO ne se voit jamais attribuer son propre espace de combat physique car les équipes sont constamment en mouvement. Un ANGLICO participe à la maîtrise de la zone d'évolution de l'unité qu'il supporte. Une équipe de contrôle de la puissance de feu en Irak, par exemple, ne comprend pas plus de quatre à cinq hommes. Le cinquième homme est nécessaire pour manœuvrer la tourelle lors d'une mission montée sur véhicule. Le membre principal est un contrôleur aérien avancé (FAC) ou un contrôleur interarmées d'attaque terminal (JTAC). Un opérateur radio et un observateur d'artillerie composeront le reste de l'équipe, le dernier étant souvent équipé d'une arme d'appui pour l'équipe (fusil-mitrailleur). Même si chaque membre de l'équipe a sa propre spécialité, les Marines ANGLICO sont tous formés de manière croisée et complémentaire au sein de leur équipe. Ce haut niveau de formation et de compétence est ce qui rend les unités ANGLICO si efficaces. 
Alors que les unités ANGLICO peuvent effectuer de nombreuses tâches différentes, le soutien aérien rapproché fut sa principale mission au cours des conflits récents. Il y a eu un nombre limité de JTAC en Irak, et les plus recherchés, proviennent sans doute des unités ANGLICO. L'école JTAC du Marine Corps est l'une des écoles les plus exigeantes sur le plan militaire au sein de l'armée, avec des normes inhabituellement élevées. Pour réussir cette formation, un candidat JTAC doit réussir à coordonner 14 missions avec des avions réels (ie hors simulation) et passer trois examens écrits intenses. 
Les équipes ANGLICO ont travaillé avec tous les types d'unités en Irak. D'un appui à une compagnie de Marines, à une unité SEAL ou à l'armée irakienne. Leur formation leur permet d'être facilement intégrés dans n'importe quel environnement. La plupart des unités irakiennes auront, à un certain niveau, une équipe ANGLICO qui leur sera affectée. Chaque année, les équipes ANGLICO s'entraînent pendant plusieurs semaines avec les commandos britanniques. 

## Entraînement
Les unités ANGLICO nécessitent des Marines qui sont compétents dans une grande variété de spécialités militaires. En plus de leur formation primaire nécessaire pour coordonner l'appui-feu, comme l'appui feu d'artillerie, transmissions de campagne, les opérations d'appui aérien direct et le guidage de tirs de marine. Les 3e, 4e et 6e ANGLICO (MARFORRES), reçoivent en outre une formation aéroportée et une qualification de saut à l'école des troupes aéroportées de Fort Benning, faisant de la réserve ANGLICO l'une des rares unités du Corps des Marines dans lesquelles les Marines sont qualifiés pour le saut en parachute. Les Marines ANGLICO reçoivent régulièrement une formation avancée dans d'autres méthodes d'insertion, sur le terrain, SERE et d'autres activités spécialisées et exigeantes. Ceci, combiné avec le fait que les marines et marins ANGLICO servent régulièrement et doivent s'entraîner avec une grande variété d'unités américaines et alliées à travers le monde, telles que la batterie d'observation avancée du commando britannique 148, l'artillerie royale britannique, y compris les unités d'opérations spéciales et de reconnaissance. et des services étrangers, fait des unités ANGLICO parmi les plus difficiles et les plus enviées du Marine Corps. 
Les unités ANGLICO peuvent se déployer en tant que compagnie entière de 150 personnes pour soutenir les opérations à grande échelle d'une force expéditionnaire entière, ou, plus communément, se déployer en quatre à sept équipes de marines et de marins pour soutenir les activités des unités non marines.

## Cours de base ANGLICO (ABC)
Avant la réorganisation en 1999, chaque ANGLICO dirigeait son propre programme de formation interne appelé ANGLICO Basic Course (ABC). Historiquement, ce cours était dirigé par le peloton de la troisième brigade, qui était composé de marines qui n'avaient pas encore terminé leur ABC et de leur encadrement pédagogique. Depuis la réactivation des ANGLICO, le rythme opérationnel a largement empêché le rétablissement de cette pratique. Au lieu de cela, des cours "de type ABC" ciblant l'ensemble des compagnies ont été organisés afin de renforcer les compétences et standardiser les formations, en donnant à tous les Marines ANGLICO (indépendamment de leur spécialité d'origine) une formation aux compétences de base FCT. 
Le 2d ANGLICO a rétabli l'ABC biannuel au printemps 2013 avec quatre objectifs :  
- Fournir la formation et la vérification d'un niveau de compétence de base pour tous les Marines ANGLICO,
- Fournir aux leaders une formation sur la prise de décision et le management,
- Favoriser la cohésion de l'unité et l'esprit de corps,
- Identifier et former les Marines de soutien en tant que remplaçants au combat.

## Histoire
Les ANGLICO remontent à la Seconde Guerre mondiale et à la stratégie de reconquête d'île en île du Théâtre du Pacifique. Le besoin s'est alors fait sentir de coordonner l'appui aérien, naval et d'artillerie entre les Marines, la Marine, l'Armée et les autres forces alliées. Une Joint Assault Signal Company (JASCO) fut alors créée et rattachée à la 4e Division des Marines. 
La première utilisation de JASCO a eu lieu lors de la campagne des îles Marshall lors de la bataille de Kwajatein. Elle fut ensuite déployée pendans la campagne des Mariannes, pour la capture de Tinian et Saipan. L'unité s'est avérée si efficace que cinq autres JASCO furent créés. Le JASCO le plus célèbre est peut-être le 594e, pour ses actions durant la bataille d'Okinawa (1945) et la campagne des Philippines (1944-1945). 
À la suite de la réorganisation des forces armées américaines en 1947, sous la tutelle du ministère de la Défense, la responsabilité principale de la liaison entre l'appui-feu embarqué et les forces terrestres fut transférée à la Marine. Par conséquent, les JASCO furent dissoutes. 
Cependant, en 1949, le Marine Corps commença le processus de recréation de cette compétence, sous la désignation ANGLICO. La première unité de ce type, ANGLICO, 2e Bataillon des transmissions, 2e Division des Marines, fut formée en décembre 1949 au Camp Lejeune, en Caroline du Nord. La 1re Division des Marines forma une unité similaire à peu près à la même époque: ANGLICO, 1st Signal Battalion, 1st Marine Division. Une troisième unité, 1st ANGLICO, Fleet Marine Force, Pacifique, fut créée le 2 mars 1951 à Pearl Harbor, à Hawaï. Les ANGLICO des 1re et 2e divisions des marines participèrent aux combats de 1950 et 1951 pendant la guerre de Corée. Des membres de ces unités furent également détachés pour appuyer des bataillons du Corps des Marines de la République de Corée et à des unités de l'armée de terre américaine.
En mai 1965, le 1er ANGLICO a créé la sous-unité n°1, en service pendant la guerre du Vietnam, dans laquelle l'unité a été déployée en continu pendant huit ans. Le premier commandant de la sous-unité 1 était le lieutenant-colonel George H. Albers. C'était la seule organisation du Corps des Marines relevant directement du Military Assistance Command, Vietnam, qui avait pris le contrôle opérationnel de la sous-unité en septembre 1966. Tout au long de son implication dans la guerre du Vietnam, l'unité engagea des équipes NGLO et TACP dans les quatre zones tactiques. Elle fut la dernière unité de la force des Marines à se retirer de la guerre. La sous-unité n°1 a fourni des appuis feu aérien et de marine aux forces armées sud-vietnamiennes ainsi qu'à leurs unité de Marines, à l'armée de terre sud-coréenne ainsi qu'aux unités de Marines coréennes, aux armées australienne et néozélandaise ainsi qu'aux unités américaines engagées dans al guerre. Alors que seulement 1 350 hommes servirent au sein de l'unité au cours de ces huit années, ils contribuèrent en grande partie à presque toutes les opérations de combat de la guerre. En mars 1972, des observateurs de tirs navals dirigeant des tirs depuis les vaisseaux de la marine américaine ont fourni le seul feu de contre-batterie dirigé contre l'artillerie nord-vietnamienne qui a frappé le 1er corps avant l'offensive de Pâques. À cette époque, l'effectif de l'unité n'était que de 107 hommes qui, dos au mur, ont comblé le déficit en fournissant un soutien tenace 24 heures sur 24. 
À la fin des années 1970, sous la direction du lieutenant-colonel James E. Toth, le 2e ANGLICO a commencé à expérimenter avec le concept du "Universal Spotter": un Marine formé pour coordonner et contrôler les feux d'artillerie, les tirs de marine et le Close Air Support (CAS). Auparavant, l'organisation des unités d'artillerie et d'infanterie des ANGLICO, fournissait des équipes distinctes de contrôle des tirs en fonction de l'origine de l'appui. Le concept expérimental reposait sur des équipes au niveau de compagnie connues sous le nom d'équipes de contrôle de la puissance de feu (FCT) comprenant du personnel et de l'équipement pour contrôler les feux pour toutes les armes de soutien ainsi que des groupes au niveau du bataillon connus sous le nom d'équipes de liaison des armes de soutien (SALT) responsables de la coordination de toutes les armes de soutien. Le concept de Universal Spotter fut ensuite adopté par tous les ANGLICO et fut le précurseur du Joint Terminal Attack Controller (JTAC) et du Joint Fires Observers (JFO). 
Au début des années 80, les ANGLICO (en particulier la 2e ANGLICO) fonctionnaient à un rythme élevé. Entre juin 1982 et mars 1984, la compagnie a soutenu 35 opérations avec l'armée américaine et les pays alliés, allant d'opérations dans l'Arctique dans le nord de la Norvège, à des exercices en Méditerranée, de soutien TACP pour les détachements de l'US Navy dans les Caraïbes et d'opérations de formation avec des forces armées sud-américaines. En outre, des éléments de la compagnie ont participé à des opérations de maintien de la paix sensibles à Beyrouth (Liban) pour l'évacuation de l'OLP, puis à la Force multinationale de maintien de la paix. Les équipes de la 2e ANGLICO ont soutenu des éléments des armées britannique, italienne, française et libanaise et engagé des cibles ennemies à plusieurs reprises via des armes de soutien de l'USMC, de l'US Navy et de l'armée libanaise, y compris des tirs des cannons de 16" de l'USS New Jersey et 122 mm lance-roquettes de l'armée libanaise BM21. Une équipe ANGLICO SALT a effectué des tirs de marine à partir d'un Intruder A6, première opération de ce genre. 
De plus, bien que près d'un tiers de ses effectifs soient engagés à l'échelle internationale, pour la première fois de son histoire, le 2e ANGLICO fut déployé en 1983 en appui du 18e Corps aéroporté pour l'opération Urgent Fury (invasion de la Grenade). C'était également la première fois qu'une ANGLICO appuyait une division entière, la 82nd Airborne Division. Les équipes de la 2e ANGLICO atterrirent à l'aérodrome de Point Salines avec les premiers éléments de la division et guidèrent les avions de l'US Navy LTV A-7 Corsair II en appui aérien rapproché et aidèrent à éviter les tirs fratricides entre les unités de l'armée. 
Au milieu des années 1980, sous le commandement du lieutenant-colonel J.   M. Wills et du lieutenant-général A. M. Gray (plus tard commandant du Corps des Marines) la 2e ANGLICO traversé une période de recentrage sur ses compétences de base, y compris la formation régulière aux tirs navals avec l'USS Iowa, ainsi que de fréquents exercices tactiques avec la 82e division aéroportée. De plus, la 2e ANGLICO commença à s'entraîner à la réponse aux conflits de faible intensité avec des systèmes d'armes tels que l'Air Force AC-130 Spectre, ou l'utilisation de techniques d'infiltration telles que l'aérocordage ou la corde lisse. 
En 1999, toutes les unités ANGLICO en service actif (1re et 2e ANGLICO) furent désactivées, leurs responsabilités transférées à des éléments de liaison maritime moins efficaces. Les deux unités de réserve, 3e et 4e ANGLICO, étaient les seules unités ANGLICO encore en service (et à ce jour sont les seuls ANGLICO qui conservent leur mission de saut et leur statut aéroporté de "Goldwingers"). En 2003, au milieu de la guerre en Irak et de la guerre mondiale contre le terrorisme et pour faire face à un rythme opérationnel élevé exigé de la part des unités de réserve ANGLICO, les 1er et 2e ANGLICO furent réactivés. Peu de temps après, en 2004, la 5e ANGLICO fut formé. 
En 2008, les ANGLICO appuyèrent des opérations de combat dans la province de Helmand, en Afghanistan, en appui de l'opération Enduring Freedom. Un détachement de la 2e ANGLICO fut envoyé dans le cadre du SMAGTF-A, et en 2009, le peloton de brigade de la 2e, suivi par un détachement de la 1re ANGLICO et un de la 3e, rejoignirent la 2e Marine Expeditionary Brigade. 
En 2013, le 6e ANGLICO fut formée à Concord, Californie  avec un détachement du troisième peloton de brigade basé à la Base Lewis-McChord, Washington. En 2018, la 6e ANGLICO fut déplacée Joint Base Lewis-McChord, Washington. L'un des trois pelotons de brigade du commandement demeure à Concord, en Californie.

## Unités actuelles
Six ANGLICO existent actuellement au sein du US Marine Corps: 
| Insigne | Nom                                                 | partie de                      | Emplacement                                      | Site Internet |
| ------- | --------------------------------------------------- | ------------------------------ | ------------------------------------------------ | ------------- |
|         | 1st Air Naval Gunfire Liaison Company (1st ANGLICO) | I Marine Expeditionary Force   | Marine Corps Base Camp Pendleton, Californie     | 1er ANGLICO   |
|         | 2nd Air Naval Gunfire Liaison Company (2nd ANGLICO) | II Marine Expeditionary Force  | Marine Corps Base Camp Lejeune, Caroline du Nord | 2nd ANGLICO   |
|         | 3rd Air Naval Gunfire Liaison Company (3rd ANGLICO) | Réserve des Forces maritimes   | Bell, Californie                                 | 3e ANGLICO    |
|         | 4th Air Naval Gunfire Liaison Company (4th ANGLICO) | Réserve des Forces maritimes   | West Palm Beach, Floride                         | 4e ANGLICO    |
|         | 5th Air Naval Gunfire Liaison Company (5th ANGLICO) | III Marine Expeditionary Force | Camp Hansen, préfecture d'Okinawa, Japon         | 5e ANGLICO    |
|         | 6th Air Naval Gunfire Liaison Company (6th ANGLICO) | Réserve des Forces maritimes   | Base commune Lewis-McChord, Washington           | 6e ANGLICO    |

Actuellement, seules les unités de réserve ANGLICO conservent leurs missions de saut. 